# Desa Lerek
Desa Lerek är en administrativ by i Indonesien.   Den ligger i provinsen Nusa Tenggara Timur, i den sydöstra delen av landet, 1 900 km öster om huvudstaden Jakarta. Desa Lerek ligger på ön Pulau-pulau Solor.